# Джоггінс
Джоггінс (англ. Joggins) — канадська сільська спільнота, розташована у західній частині графства Камберленд, провінція Нова Шотландія. У липні 2008 року 15 кілометрів берега під назвою «Скелі зі скам'янілостями в Джоггінсі» були включені до Світової спадщини ЮНЕСКО.

## Історія
Територія була відома індіанцям мікмакі як «Chegoggins», що означало «місце великого рибного затону», і було модифіковано французькими та англійськими поселенцями у Джоггінс. Розташований на долині Камберленд, підрозділі долини затоки Фанді, Джоггінс здавна був місцем видобутку вугілля. Його вугільні пласти оголюються вздовж берега долини Камберленд та вироблялись ще принаймні з 1686 року місцевими акадійськими поселенцями та британським гарнізоном в Аннаполіс Роял у 1715 р.

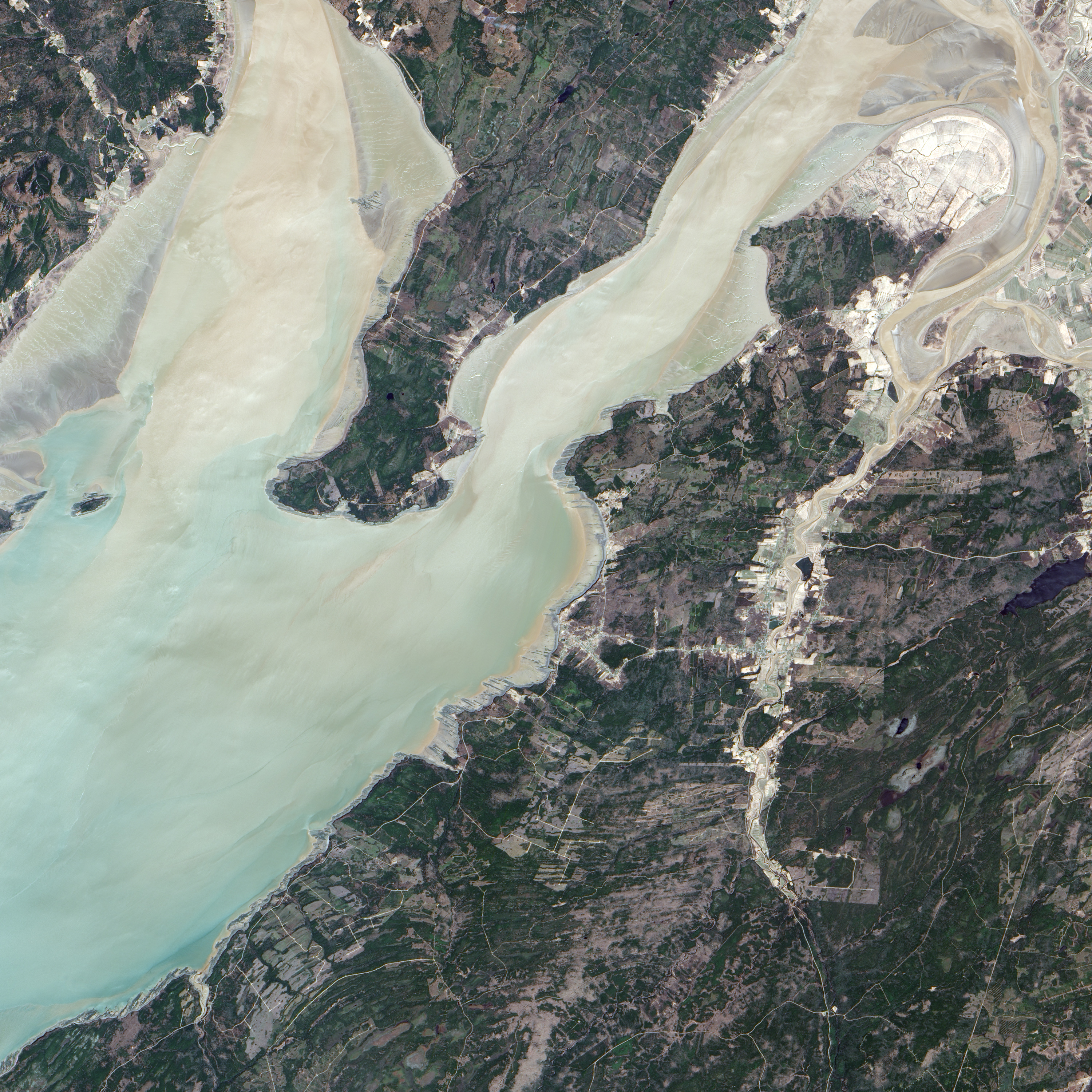
Супутниковий знімок верхньої частини регіону затоки Фанді; скелі Джоггінс та поселення — по центру справа.

Перша комерційна шахта була створена майором Генрі Коупом 1731 року, але знищений мікмакі у листопаді 1732 р. Семюель Маккаллі відкрив шахту 1819 року, більшість видобутого вугілля якого постачалась морем до Сент-Джон, Нью-Брансвік та інших ринків, але збанкрутував вже 1821 року після видобутку менш ніж 600 тонн.
Масштабна індустріалізація прийшла до графства Камберленд з «General Mining Association», яка отримала права на вугленосні поля. У Джоггінсі виробництво почалось у 1847 році та зросло після будівництва «Міжколоніальної залізниці» у 1870-ті та після відкриття 1887 року «залізниці Джоггінс», 12-мильного відрізка, який з'єднував Джоггінс та Міжколоніальну залізницю у Маккані, через Річку Геберт.
Проходи старих шахт зараз у процесі ерозії скель Джоггінсу відкриваються на березі. Дендрохронологічним методом було здійснено датування дерев'яних шахтних опор, більшість опор датується 1860-70-ми роками.
Вугільна промисловість привабила різноманітних працівників — франкомовних акадійців, які повернулися з Нью-Брансвіка, ірландських та шотландських іммігрантів. Завдяки шахтам Джоггінс швидко виріс та отримав три церкви, готель, кінотеатр, пожежний департамент, універсальний магазин, пошту, залізничну станцію та школу. Спільнота навіть отримала статус міста 1919 р., у якому вона перебувала до 1949 року, коли занепад видобутку вугілля спричинив еміграцію з міста та економічний занепад.
У перші декади XX століття вугілля з Джоггінса використовувалось переважно на двох електростанціях у Маккані, однак вони були виведені з експлуатації у 1950-х рр., а шахти були закриті після нещасного випадку у Спрінггілл 1958 р. На початку 1960-х до спільноти припинилось залізничне сполучення.
Територія Джоггінсу у XIX та початку XX століття була також відома видобутком вапняку для шліфувальних кругів, вирубкою деревини, рибальством та молочним господарством. У затоці Фанді також існує багата традиція суднобудування. На багатьох пляжах затоки Фанді й досі розкиданий кам'яний баласт старих суден. Сьогодні місцевість відома туризмом, вирощуванням дикої лохини та переробкою сільськогосподарської продукції.
Дороги та мости до Джоггінса були відремонтовані у 1980—1990-х роках, і територія стала популярною у туристів, літніх відпочивальників та пенсіонерів. Джоггінс включений у тривалий туристичний автомаршрут «Glooscap Trail», який прокладений у крутих скелях та глибоких долинах вздовж затоки Фанді. Легенда індіанців мікмак розповідає про міфічного перетворювача, Глооскапа, який створив Нову Шотландію та магією контролював високі припливи, адже затока Фанді має найвищі припливи у світі. Високі припливи сформували особливий та вражаючий ландшафт. Територія довкола Джоггінса відома біорізноманіттям, восени вона популярна у спостерігачів за птахами; багаті пустощі та болота, на яких на початку XVII століття акадійці збудували дамби, приваблюють сотні тисяч перелітних птахів.

## Скелі зі скам'янілостями в Джоггінсі

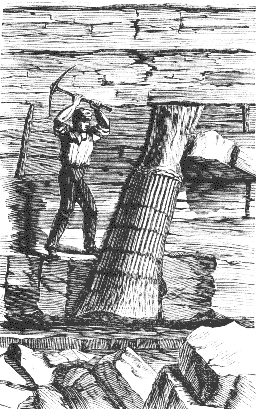
Вертикальний скам'янілий ствол дерева, збережений у скелях Джоггінса

З початку 19 ст. Джоггінс став відомий своїми скам'янілостями. Їх знаходять у вугільних пластах Пенсильванію, які оголюються на берегових скелях під дією ерозії. Скам'янілості переважно складаються з папоротеподібних, доісторичних дерев та ранніх морських організмів. Щоденний високий приплив руйнує скелі, скам'янілості випадають з вугілля та лишаються на березі при відпливі. Їх також знаходять у глибоких стволах шахт та при бурінні для зразків на сотні метрів вглиб. Джоггінс є одним з найдоступніших місць у світі, де можна знайти скам'янілості раннього пенсильванію. У 2008 році скелі були включені до Світової спадщини ЮНЕСКО.
Вперше геологи почали досліджувати скелі наприкінці 1820-х років; тут працювали Абрахам Геснер (винахідник керосину), Річард Браун, Томас Джексона та Франсіс Алгер. У 1835 році бригада студентів Коледжу Вільямса, Массачусетс, стали першими студентами, які досліджували скелі Джоггінса з освітньою метою. Однак справжня відомість до скель Джоггінса прийшла у середині XIX століття, коли їх у 1842 та 1852 роках відвідав Чарльз Лаєлл, засновник сучасної геології та автор «Принципів геології». У своїй книзі «Елементи геології» (1871), Лаєлл назвав вихід породи та скам'янілостей кам'яновугільного періоду у Джоггінсі «найкращим прикладом у світі».
Скам'янілості Джоггінса фігурують у книзі «Походження видів» Чарльза Дарвіна та відіграли роль у Великих Оксфордських дебатах 1860 року між єпископом Вілберфорсом та Томасом Гакслі.
Значна частина ранніх праць з документування скам'янілостей у Джогіннсі була виконана геологом — уродженцем Нової Шотландії сером Вільямом Доусоном (1820—1899), який співпрацював зі своїм другом та наставником Чарльзом Лаєллом. Значна частина колекції Доусона зберігається у музеї Редпат Університету Макгілл.

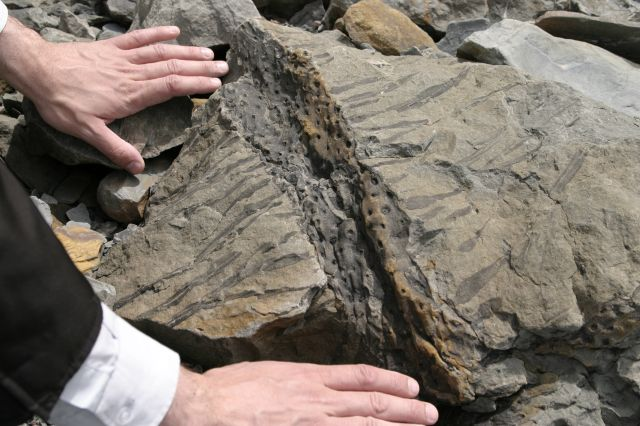
Відбиток скам'янілого кореня. Скелі Джоггінса

У 1852 році Лаєлл та Доусон важливе відкриття скам'янілостей чотириногих у скам'янілому вертикально стоячому дереві на Коал Майн Пойнт. У наступних дослідженнях Доусон відкрив одну з найбільш важливих скам'янілостей в історії науки, Hylonomus lyelli, які лишаються найраннішими відомими завропсидами (рептиліями) в історії життя, але не найстарішими відомими амніотами (групою, яка включає всіх хребетних, що можуть розмножуватись поза водою). У 2002 році Hylonomus lyelli були визначені скам'янілістю провінції Нова Шотландія. Тут також була знайдена інша важлива скам'янілість, найранніший синапсид, Protoclepsydrops, яка є більш давньою, ніж Hylonomusp39.
Інші викопні організми, знайдені у Джоггінсі, включають членів родини Calamitaceae, лепідодендрон, сигілярії, папоротеподібні, ранні види земноводних, численні види риб (включно з залишками целакантоподібних) та різні види членистоногих.
У скелях також знаходили сліди руху гігантського вимерлого членистоногого артроплеври, а такою знамениту сигілярію, збережену in situ.
Крім окремих скам'янілостей, скелі Джоггінса цікаві тим, що свідчать про часи, коли Нова Шотландія була вкрита тропічними дощовими лісами. Трохи пізніші скам'янілості вказують, що ці дощові ліси зникли швидко, спричинивши подію масового вимирання, так звану Кризу карбонових лісів.
Для демонстрації скам'янілостей, на скелях побудований музей «Joggins Fossil Centre», експонати якого охоплюють геологічну історію скель Джоггінса, історію наукових відкриттів на цих скелях та вплив видобутку вугілля на спільноту.
У 2008 році 14,7-кілометровий відрізок берега і скель біля Джоггінса під назвою «Joggins Fossil Cliffs» був доданий до Світової спадщини ЮНЕСКО.

## Нещодавні геологічні та палеонтологічні дослідження
В останні декілька декад до досліджень скель Джоггінсу зріс інтерес; нещодавні геологічні переважно координувались Мартіном Гіблінгом, професором седиментології Університету Делгаузі, який наглядав за рядом молодих науковців.
Аматори-колекціонери скам'янілостей також сприяли збільшенню знань про ці скелі. Наприклад, мешканець Джоггінсу передав всю свою колекцію до Joggins Fossil Institute; багато її експонатів можна побачити у Joggins Fossil Centre.
2009 року палеонтолог Мелісса Грей стала перший науковим куратором Joggins Fossil Institute (JFI), який проводить та сприяє дослідженням на скелях Джоггінс, у тому числі приймає іноземних палеонтологів і геологів і польові конференції. Інститут також опікується землями скель Джоггінса, які включені до об'єкта Світової спадщини ЮНЕСКО.